# 馬氏金鱨
馬氏金鱨，為輻鰭魚綱鯰形目脂鱨科的其中一種，為熱帶淡水魚，分布於非洲剛果河及盧阿拉巴河流域，體長可達41公分，棲息在底層水域，生活習性不明，可做為觀賞魚。

## 扩展阅读
維基物種上的相關：馬氏金鱨